# 骨碎补铁角蕨
骨碎补铁角蕨（学名：[Asplenium davallioides] 错误：{{Lang}}：文本有斜体标记（帮助）），为铁角蕨科铁角蕨属下的一个植物种。